# Lesklokorka lesklá
Leskokorka lesklá (Ganoderma lucidum) je houba z řádu chorošotvaré (Polyporales), čeledě lesklokorkovité (Ganodermataceae). Organismus je fytopatogenní parazit a saprofytický druh. Plodnice je nejedlá, vyrůstá na kmenech nebo pařezech listnatých dřevin v květnu až říjnu. V České republice se vyskytuje.

## Vědecké názvy
Podle EPPO (European and Mediterranean Plant Protection Organization) bylo pro lesklokorku lesklou užíváno více vědeckých názvů – Boletus lucidus	(Fries), Ganoderma mongolium (Pilát), Polyporus lucidus ((Curtis) Fries), přičemž preferován je Ganoderma lucidum ((Curtis) P. Karst.).

## Popis
Plodnice je silně lesklá, jednoletá, vějířovitá či ledvinovitá, konzolovitá. Je až 30 cm velká, se zřetelným třeněm. Zbarvení má v mládí špinavě žlutavé, později červenohnědé, kaštanově hnědé až purpurově černé. Okraj plodnice je víceméně ostrý a relativně měkký, lemovaný bělavě, žlutavě až hnědočerveně. Houba může infikovat i kořen dřeviny a plodnice pak vyrůstají z báze kmene hostitele.

## Hostitel

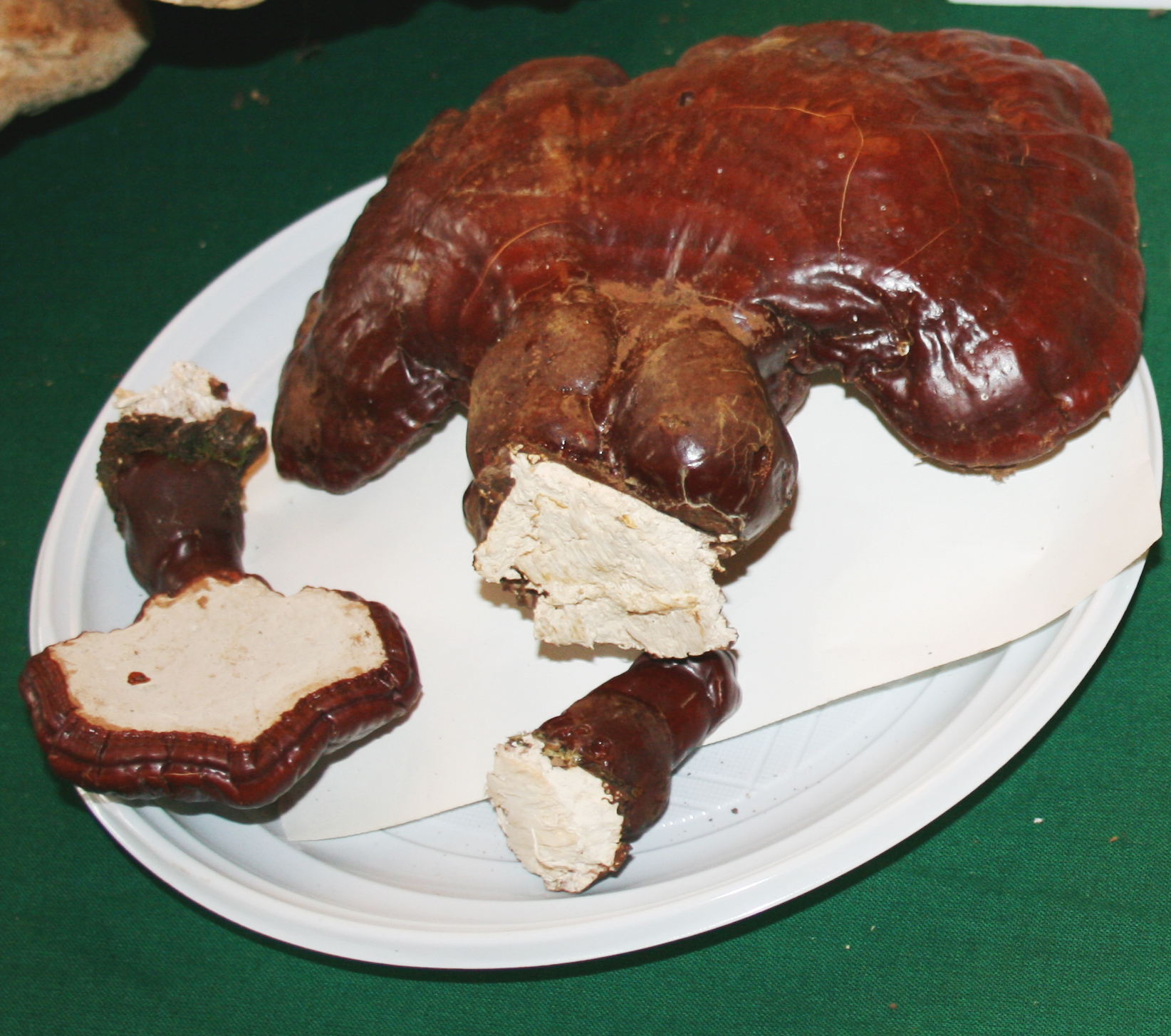
Plodnice lesklokorky lesklé

Dub, ořešák, platan, topol.

## Ekologie
Dubové lesy. Na pařezech a bázi kmene listnáčů v lesích, parcích a zahradách.

## Možnost záměny
S jinými druhy i rody hub.

## Ochrana rostlin
Ochrana dřevin spočívá v ochraně kmene stromu před poškozením.

## Výsledky výzkumů
Studie prokazují v pokusech na myších účinnost lesklokorky lesklé proti viru hepatitidy B a také významně chránila myši před poškozením jater vyvolaným bakterií 
Mycobacterium bovis (vyvolavatel TBC především u skotu i jiných zvířat). Pro obsah určitých skupin polysacharidů byl druh rovněž testován k použití proti nádorovým onemocněním. Byl popsán účinek proti vzniku metastáz a růstu nádorů. Byl proveden srovnávací test s účinky klasické chemoterapie při rakovině prsu, tlustého střeva a prostaty.
Podle výsledků metaanalýzy zůstává nejisté, zda lesklokorka lesklá pomáhá k dlouhodobému přežití rakoviny. Současně nebyly nalezeny dostatečné důkazy, které by ospravedlnily použít lesklokorku lesklou jako lék první volby v léčbě rakoviny.

### Alternativní medicína
Lesklokorka lesklá se užívá v tzv. tradiční čínské medicíně při nejrůznějších nemocech vyvolaných zcela rozdílnými patogeny. Je tradičně ceněným zbožím, zejména v Asii, a prodává se i v Evropě. Zdravotnická zařízení ji při léčbě nepoužívají a užívání nedoporučují. Je navrhována jako podpůrný prostředek v alternativní medicíně nebo jako potravinový doplněk.
V asijských zemích je lesklokorka lesklá populární a užívá se obecně k podpoře zdraví a dlouhověkosti. Po staletí se používá jako lék v Číně, Koreji a Japonsku. Ve staré Číně byl sušený prášek z houby prostředkem při chemoterapii rakoviny. Také v Japonsku se používá lesklokorka lesklá jako prevence rakoviny a terapie rakoviny. Pěstuje se také ve Vietnamu a na Tchaj-wanu.
Výsledek testu na preparátech v Metodistickém výzkumném ústavu (Methodist Research Institute, Cancer Research Laboratory) v Indianapolis uvádí, že v experimentech s rakovinnými buňkami prokazuje houba protirakovinnou aktivitu a má eventuální terapeutický potenciál jako doplněk stravy v alternativní terapii rakoviny prsu a prostaty. Po vyhodnocení na zvířatech a po klinických studiích by se doplněk stravy mohl uplatnit jako pomocná látka v systematické terapii rakoviny. Na molekulární a buněčné úrovni vědci jasně prokázali protirakovinnou aktivitu případného doplňku stravy, resp. lesklokorky lesklé. Ovšem biologická aktivita Ganoderma lucidum odráží koncentraci účinných látek, které jsou proměnlivé a závislé na sklizni hub, stáří hub, skladování hub a spor a manipulaci s nimi; proto je třeba každý nový vzorek testovat na biologickou aktivitu. Například obsah triterpenů ve vzorcích získaných z různých kmenů, hub nebo oblastí (Čína, Vietnam, Japonsko, Korea) se lišil. Kromě toho mohou být případné doplňky stravy bez účinku, protože výrobci doplňků stravy nemají povinnost dokládat účinnost produktu nebo obsažené látky.